# ずっと忘れない
「ずっと忘れない」（ずっとわすれない）は、SMAPの7枚目のシングル。1993年3月3日にビクター音楽産業から発売された。

## 概要
「ずっと忘れない」は、1993年7月7日発売の『SMAP 004』（アルバムバージョン）、1995年1月1日発売の『Cool』（別アルバムバージョン）、2001年3月23日発売の『Smap Vest』に収録。
カップリングの「君を微笑みにかえて」はアルバム未収録。
「ずっと忘れない」はSMAPのシングル曲で唯一の卒業ソングである。なお、c/wや配信限定を含めると、「仰げば尊し」や「旅立ちの日に」がある。
TBSの音楽番組『COUNT DOWN TV』では、初回放送の1993年4月7日に29位で初登場し（最高位も同じ）、SMAPのシングルとして初めて同番組にランクインした作品となった。

## 収録曲
1. ずっと忘れない
作詞:森浩美 / 作曲:馬飼野康二 / 編曲:長岡成貢
2. 君を微笑みにかえて
作詞:久和カノン / 作曲:田村信二 / 編曲:新川博
3. ずっと忘れない（オリジナル・カラオケ）
4. 君を微笑みにかえて（オリジナル・カラオケ）

## 収録アルバム
- SMAP 004（#1）
  - アルバム・バージョンを収録。
- Cool（#1）
  - 別アルバム・バージョンを収録。
- Smap Vest（#1）

## ライブ・パフォーマンス
ずっと忘れない
- 『SMAP×SMAP』（1998年8月17日、関西テレビ・フジテレビ）
この回の音楽コーナー「SMAPPIES」にて5人体制 初披露。